# Daon
 Daon  es una localidad y comuna de Francia, en la región de País del Loira, departamento de Mayenne, en el distrito de Château-Gontier y cantón de Bierné.
Su población en el censo de 1999 era de 440 habitantes.
Está integrada en la  Communauté de communes du Pays de Château-Gontier .

## Demografía
| 589 | 526 | 461 | 430 | 408 | 440 |
| Para los censos de 1962 a 1999 la población legal corresponde a la población sin duplicidades (Fuente: INSEE [Consultar]) |     |     |     |     |     |